# بیورن باخ
بیورن باخ (آلمانی: Björn Bach؛ زادهٔ ۲۱ ژوئن ۱۹۷۶) قایقران کانو اهل آلمان است.